# Trigonostemon lanceolatus
Trigonostemon lanceolatus là một loài thực vật có hoa trong họ Đại kích. Loài này được (S.Moore) Pax miêu tả khoa học đầu tiên năm 1911.